# Hypena deceptalis
Hypena deceptalis là một loài bướm đêm thuộc họ Erebidae. Nó được tìm thấy ở Manitoba tới Quebec, phía nam đến Florida và Texas. It is absent from much of Coastal Plain though.
Sải cánh dài 28–35 mm. Con trưởng thành bay từ tháng 4 đến tháng 8. Có hai lứa trưởng thành một năm.
Ấu trùng ăn các loài Tilia americana, but the is also found outside of the range của Tilia americana, so there must be at least one other host.